# Paola Korošec
za kiparko glej Paola Korošec (kiparka)
Paola Korošec, slovenska arheologinja, * 18. avgust 1913, Pulj, † 4. julij 2006,  Ljubljana. 

## Življenjepis
Leta 1938 je v Beogradu diplomirala iz umetnostne zgodovine, na ljubljanski filozofski fakulteti pa 1968 doktorirala iz arheologije. Med letoma 1940 in 1945 je bila kustosinja v Zemaljskem muzeju v Sarajevu, od 1947 do 1949 pa v Pokrajinski muzej Ptuj na Ptuju.

## Delo
Posvečala se je predvsem staroslovanski arheologiji in vprašanjem neolitika. Sodelovala je na izkopavanjih v Sloveniji (Ptuj, Turnišče, Ljubljana, Svete Gore pri Bistrici ob Sotli, Ajdovska jama pri Nemški vasi) in po Jugoslaviji (Amzabegovo v Makedoniji, Bogojevo, Bribir, Danilo pri Šibeniku). Njene osrednje delo je obravnava materialno kulturo Slovanov. Objavila je več kot 80 razprav in 3 knjige: Zgodnjesrednjeveška arheološka slika karantanskih Slovanov I-II (1979) ter Najdbe s koliščarskih naselbin pri Igu na Ljubljanskem barju (1969)  in Predistorijska naselba Barutnica kaj Amzibegovo vo Makedonija (1973; obe v soavtorstvu z možem, J. Korošcem).